# Ramat Aviv Bet

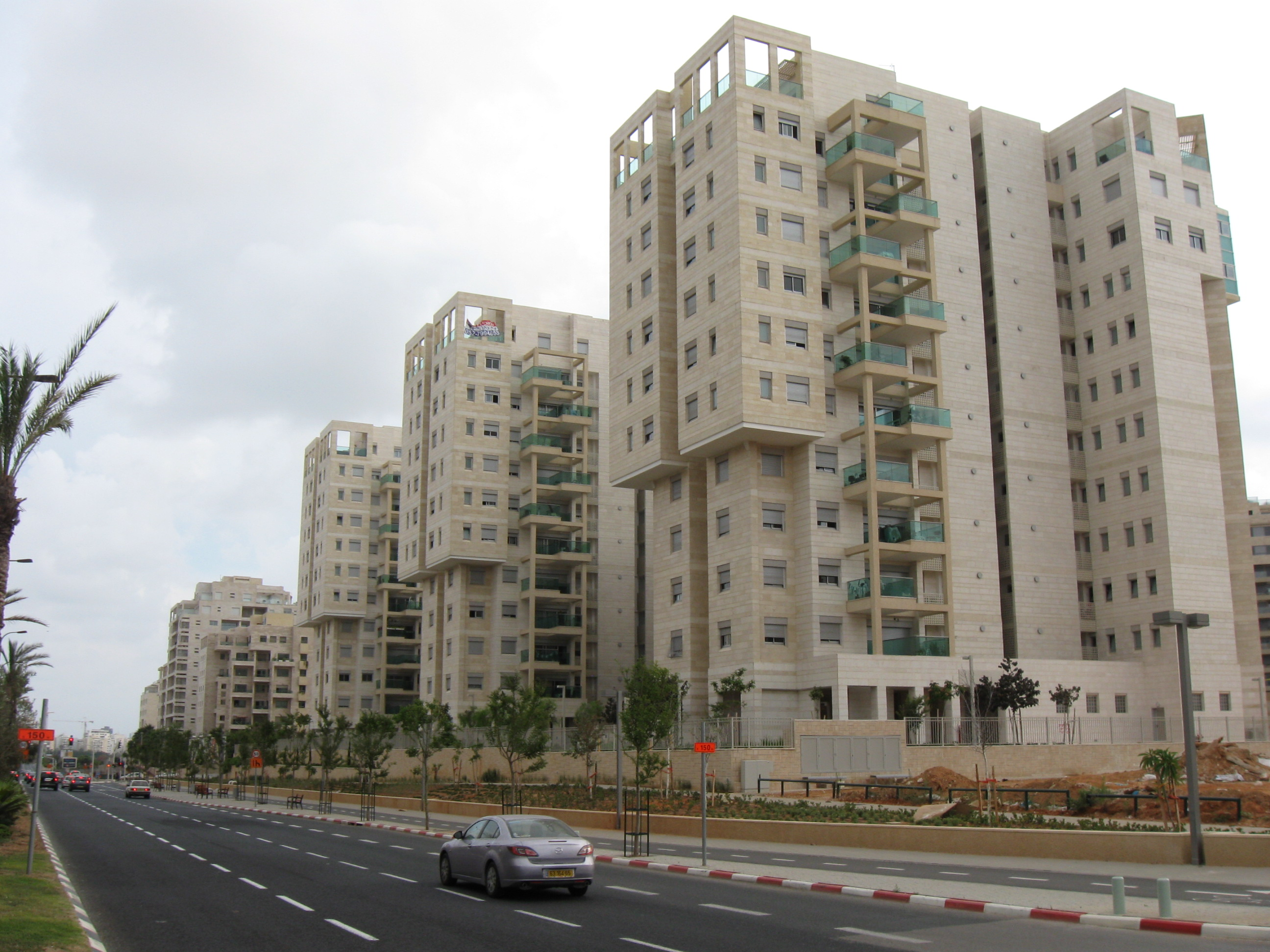
Zástavba ve čtvrti Ramat Aviv Bet

Ramat Aviv Bet (hebrejsky: 'רמת אביב ב) je čtvrť v severozápadní části Tel Avivu v Izraeli. Je součástí správního obvodu Rova 1 a samosprávné jednotky Rova Cafon Ma'arav.

## Geografie
Leží na severním okraji Tel Avivu, 1,5 kilometru od pobřeží Středozemního moře a cca 2 kilometry severně od řeky Jarkon, v nadmořské výšce okolo 20 metrů. Na východě sousedí s areálem Telavivské univerzity, na západě s čtvrtí Ramat Aviv ha-Chadaša, na severu s Ramat Aviv Gimel a na jihu s Ramat Aviv ha-Jaroka.

## Popis čtvrti
Plocha čtvrti je vymezena na severu ulicí Tagore a Andersen, na jihu ulicí Einstein, na východě ulicí Chajim Levanon a na západě třídou Sderot Namir. Zástavba má charakter vysokopodlažních obytných budov. V roce 2007 tu žilo 11 529 obyvatel, což je stejný počet jako ve čtvrti Neve Avivim. Někdy bývá Ramat Aviv Bet považován jen za jiné jméno pro čtvrť Neve Avivim. V seznamu čtvrtí jsou ovšem obě uváděny samostatně. 